# Fouesnant
Fouesnant (bretonsko Fouenant) je letoviško naselje in občina v severozahodnem francoskem departmaju Finistère regije Bretanje. Naselje je leta 2012 imelo 9.174 prebivalcev.

## Geografija
Kraj leži v pokrajini Cornouaille ob zalivu La Forêt, 15 km južno od Quimperja.

## Uprava
Fouesnant je sedež istoimenskega kantona, v katerega so poleg njegove vključene še občine Clohars-Fouesnant / Kloar-Fouenant, Gouesnac'h / Gouenac'h, La Forêt-Fouesnant / ar Forest-Fouenant, Pleuven / Pluwenn in Saint-Évarzec / Sant-Evarzeg z 26.944 prebivalci.
Kanton Fouesnant je sestavni del okrožja Quimper.

## Pobratena mesta
- Meerbusch (Severno Porenje - Vestfalija, Nemčija);